# Scirpophaga excerptalis
Scirpophaga excerptalis là một loài bướm đêm trong họ Crambidae.